# Dorfkirche Steinfeld

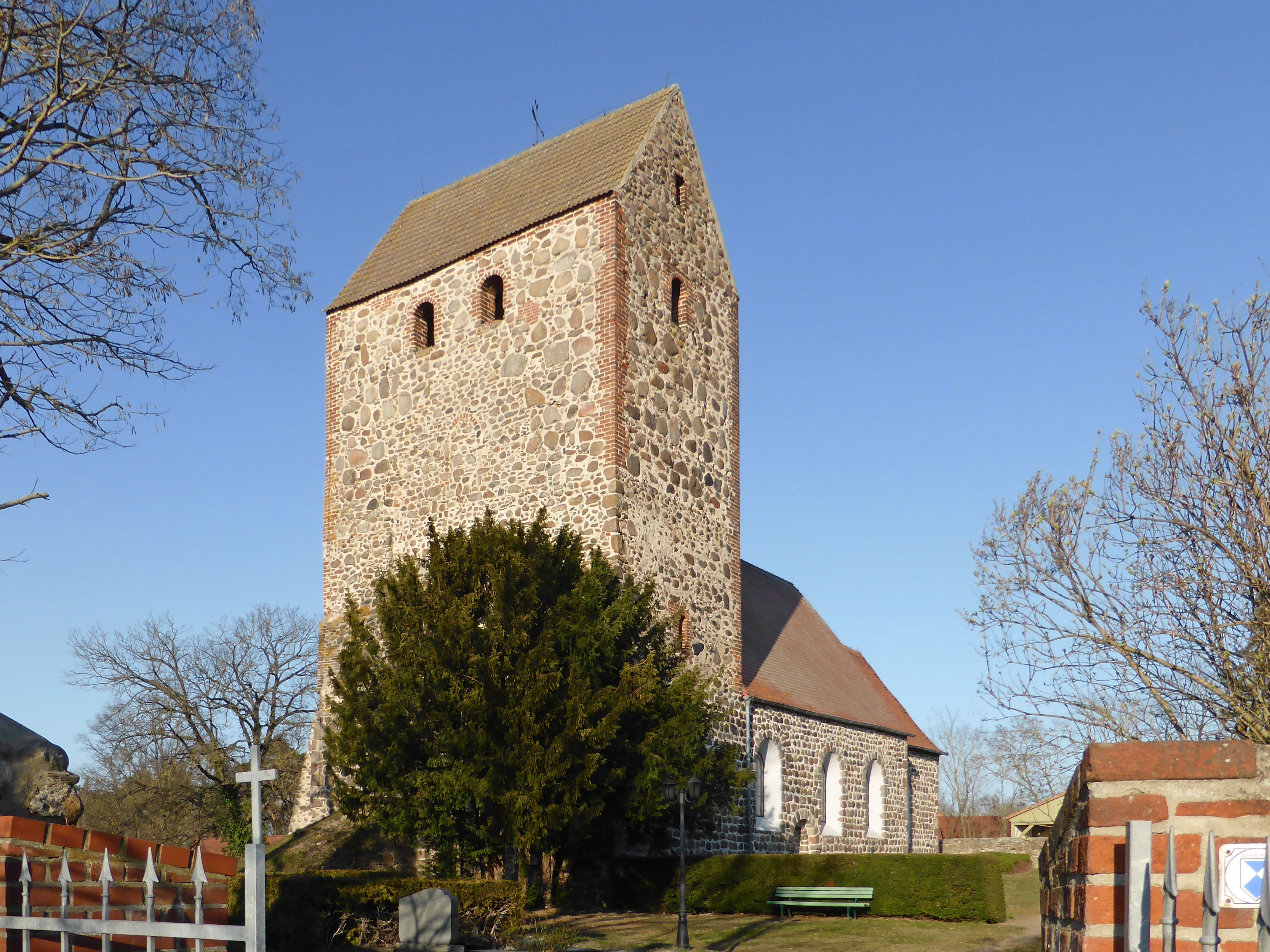
Ansicht von Südwesten

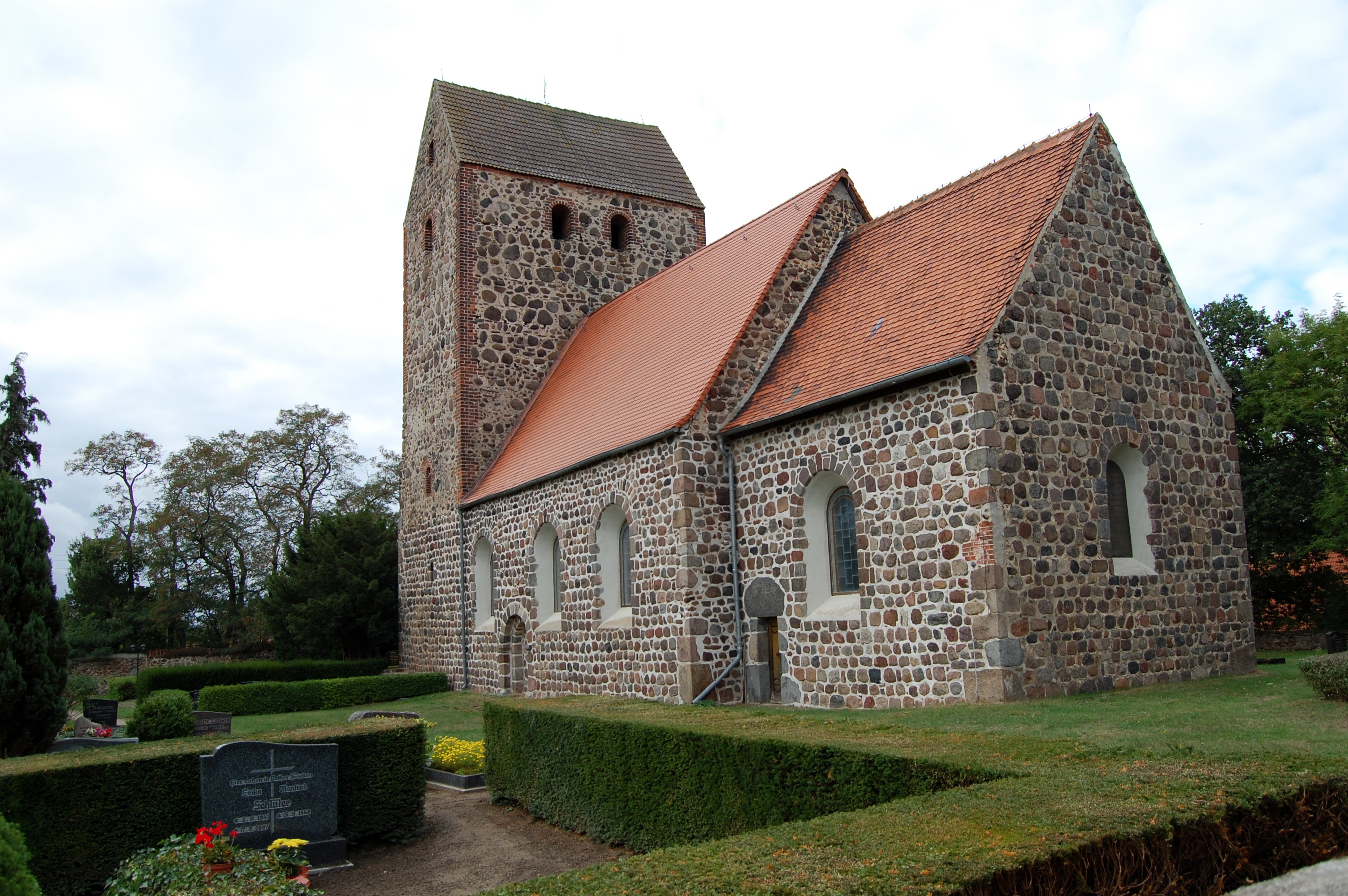
Ansicht von Südosten

Die evangelische Dorfkirche Steinfeld ist eine romanische Feldsteinkirche im Ortsteil Steinfeld von Bismark (Altmark) im Landkreis Stendal in Sachsen-Anhalt. Sie gehört zum Pfarramt Kläden im Kirchenkreis Stendal der Evangelischen Kirche in Mitteldeutschland.

## Geschichte und Architektur
Die Dorfkirche Steinfeld ist eine romanische Saalkirche aus der zweiten Hälfte des 12. Jahrhunderts. Die geostete Kirche steht auf einer Anhöhe am Nordrand des Dorfs und besteht aus einem eingezogenen quadratischen Chor, dem Schiff und einem mächtigen Westquerturm. Das Oberteil des Turms mit rundbogigen Schallöffnungen und Satteldach ist etwas jünger. Das Mauerwerk ist sorgfältig ausgeführt, jedoch von mehrfachen Umbauten gekennzeichnet. In ursprünglicher Form erhalten ist das abgetreppte Rundbogenportal im Westen mit Kämpfergesimsen, ein ähnlich angelegtes Portal im Süden wurde 1901 vermauert. Die Priesterpforte aus dem 13. Jahrhundert besitzt einen halbkreisförmigen Feldstein als Sturz und eine Brettertür mit ursprünglichen Beschlägen, ähnlich derjenigen in der Dorfkirche Groß Möringen. In originaler Form erhalten sind außerdem noch die nördlichen Schiffsfenster. Die übrigen großen rundbogigen Öffnungen stammen von einem Umbau 1713. Instandsetzungen sind aus der zweiten Hälfte des 18. Jahrhunderts und den Jahren 1901 und 1968 überliefert.
Das Innere ist flachgedeckt und zeigt einen Triumphbogen mit Kämpfergesimsen. Im Schiff sind ornamentale Deckenmalereien vom Beginn des 18. Jahrhunderts erhalten, im Chor eine gemalte Kassettendecke von 1901. Das Ostfenster mit der Darstellung des lehrenden Christus stammt vermutlich von der Firma Ferdinand Müller in Quedlinburg.

## Ausstattung
Ein wertvoller Flügelaltar mit erneuertem Schrein und Baldachinen enthält geschnitzte Figuren aus der Zeit um 1440. Der Mittelschrein zeigt die Muttergottes flankiert von Heiligen, oben Johannes den Täufer und einen heiligen Bischof, unten die Heiligen Katharina und Magdalena. Im linken Flügel sind oben die Heiligen Barbara und Stephanus, unten Johannes Evangelista und Laurentius dargestellt, im rechten Flügel oben Petrus und Helena, unten Georg und Margareta.
Die hölzerne Kanzel aus der Zeit um 1610 ist mit sparsamem Schnitzwerk und kleinen Balustersäulen versehen. Der spätromanische Taufstein aus Sandstein ist nach dem Typus der niederrheinisch-westfälischen Taufen in runder Kelchform mit zwei Frauen- und zwei Männerköpfen am Schaft gestaltet. Eine Bronzeglocke wurde 1454 von Meister Bertram gegossen.